# Rowland Wolfe
Rowland Wolfe (Dallas, Estados Unidos, 8 de octubre de 1914-14 de enero de 2010) fue un gimnasta artístico estadounidense, campeón olímpico en Los Ángeles 1932 en la prueba de volteretas.

## Carrera deportiva
En las Olimpiadas de Los Ángeles 1932 ganó la medalla de oro en la prueba de las volteretas, quedando situado en el podio por delante de sus compatriotas Edwin Gross y William Herrmann.